# Waldemar Post
Waldemar Post (Amsterdam, 6 maart 1936 – aldaar, 3 december 2020) was een Nederlands illustrator en tekenaar. Hij werkte bij verschillende media, het langst bij de Volkskrant. De grootste bekendheid verkreeg hij door zijn karikaturen.

## Biografie

### Loopbaan
Waldemar Post werd in 1936 geboren als zoon van een impresario en variété-artiest. Hij haalde in 1955 zijn diploma aan het Instituut voor Kunstnijverheidsonderwijs.
In 1957 begon hij bij de Volkskrant als toneeltekenaar. Bij premières was hij aanwezig om hoofdrolspelers te tekenen. Naar eigen zeggen beviel dit matig: omdat hij het maken van karikaturen onvoldoende onder de knie had, joeg hij de toneelwereld tegen zich in het harnas. Post stopte met deze functie in 1965. Van 1968 tot en met 1995 was hij bij dezelfde krant illustrator en artdirector.
Post was van 1975 tot 1990 tevens docent Illustratie aan de Rietveldacademie. Behalve voor de Volkskrant was hij ook werkzaam voor HP/De Tijd, Opzij, Vrij Nederland, Avenue en Playboy. Verder ontwierp hij boekomslagen en affiches, en was hij lange tijd vaste vormgever van Madame Tussauds in Londen.
Op 3 december 2020 overleed Post aan de gevolgen van COVID-19.

### Tekenstijl
Zijn tekenstijl kenmerkte zich doordat Post steevast met inkt en papier werkte. Verscheidene van zijn tekeningen vertonen schroeiplekken, wat ermee te maken heeft dat Post vaak pas kort voor de deadline klaar was. Hij gebruikte dan een brandende aansteker om de inkt toch nog op tijd droog te krijgen.
Als grote voorbeelden noemde hij Eppo Doeve en André Franquin.

## Persoonlijk
Post was getrouwd en had vier kinderen, van wie twee uit zijn laatste huwelijk met Aggie Nieuwint. Hij is de vader van fotografe en videokunstenaar Liza May Post (1965).

## Waardering
Van 19 november 2008 tot 9 maart 2009 werd Posts werk tentoongesteld in het Amsterdamse Persmuseum. In maart 2015 was er een tentoonstelling in het Kasteel van Rhoon en in najaar 2019/voorjaar 2020 was een selectie geëxposeerd van de ruim driehonderd illustraties in het Literatuurmuseum die hij aan het museum geschonken had.

## Secundaire literatuur
- Willem Ellenbroek, Tom Rooduijn en Liza May Post (red.). Waldemar Post: de laatste illustrator. Amsterdam: Lubberhuizen, 2008.
- P.M.J.E. Jacobs. Beeldend Benelux: biografisch handboek. Vol. 4, p. 664. Tilburg: Stichting Studiecentrum voor beeldende kunst, 2000.